# پلتیویل (ویسکانسین)
پلتیویل، ویسکانسین  (به انگلیسی: Platteville) شهری در شهرستان گرنت ایالت ویسکانسین است که در سال ۱۸۷۶ بنیان‌گذاری شده‌است. این شهر طبق سرشماری سال ۲۰۱۰ میلادی ۱۱٬۲۲۴ نفر جمعیت داشته‌است.